# Чорна скринька (фільм)
Чорна скринька (фр. Boîte noire) — французько-бельгійський детективний трилер 2021 року. Режисер Ян Гозлан; сценаристи Ян Гозлан та Ніколас Бове. Продюсери Вассім Беджі і Тібо Гаст. Світова прем'єра відбулася 5 березня 2021 року; прем'єра в Україні — 9 грудня 2021-го.

## Про фільм
Головний герой — професіонал з розшифрування бортових самописців. Він аеронавігаційний інженер, закінчив ENAC. Він береться за розслідування справжніх причин авіакатастрофи. Чорна скринька з борту — єдина відповідь на головне питання.
Однак несподівано влада просить припинити розслідування. Всупереч скасуванню завдання експерт береться за небезпечну гру і ставить під загрозу не лише свою кар'єру.

## Знімались
| Актор            | Роль |
| ---------------- | ---- |
| П'єр Ніне        |      |
| Лу де Лааж       |      |
| Андре Дюссольє   |      |
| Себастьєн Пудеру |      |
| Олів'є Рабурден  |      |
| Гійом Марке      |      |
| Мехді Джааді     |      |
| Анне Азуле       |      |
| Орельєн Рекуан   |      |
| Грегорі Деранжер |      |
| Андре Маркон     |      |
| Марі Домпньє     |      |
| Філіпп Маймат    |      |
| Лорен Дев'єн     |      |
| Хелена Ногерра   |      |

## Анекдот
Для сцени прийому, організованого ENAC Alumni, знімальна група запросила справжніх випускників Національна школа цивільної авіації.